# 釜石線営業所

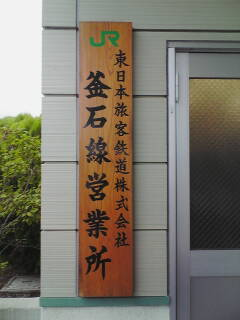
釜石線営業所 表札（釜石駅）

釜石線営業所（かまいしせんえいぎょうしょ）は岩手県釜石駅に存在した東日本旅客鉄道（JR東日本）盛岡支社の釜石線を管理していた組織。所長は釜石駅長が兼務していた。

## 管轄区域
営業所があった当時の管轄路線である。
- 釜石線：花巻駅～釜石駅（花巻駅構内を除く）
- 山田線：岩手船越駅～釜石駅 ※東日本大震災による被災により不通、2019年3月23日の復旧により三陸鉄道に移管

## 組織
- 総務科
- 運輸科
  - 運転士が所属。

- 釜石駅
  - 小佐野駅（小佐野派出所／JR東日本東北総合サービスに業務委託）
  - 大槌駅　（大槌派出所）　※復旧後は三陸鉄道に移管
- 遠野駅（遠野派出所）

## 運転士乗務範囲
- 釜石線：花巻駅～釜石駅間（SL運転は盛岡運輸区の機関士が担当）
- 東北本線：花巻駅～盛岡駅間
- 山田線：釜石駅～宮古駅間

## 沿革

### 釜石機関区→釜石運輸区
- 1939年9月27日 - 宮古機関区釜石支区設置。
- 1941年12月 - 釜石機関区に昇格。
- 1949年12月 - 宮古機関区釜石支区に降格。
- 1950年10月10日 - 釜石機関区へ再度昇格。遠野・花巻支区設置。
- 1967年3月20日 - 釜石線SL牽引廃止に伴い、遠野・花巻支区廃止。
- 1987年3月1日 - 釜石運転区に改称。
- 1989年3月16日 - 釜石運転区と花巻駅乗務員を統合し釜石運輸区発足[1]。

### 釜石保線区
- 1947年4月15日 - 釜石保線区設置。

### 営業所発足後
- 1995年4月1日 - 遠野管理駅、釜石管理駅、大槌管理駅、釜石運輸区運転士、釜石保線区を統合し釜石線営業所発足[2]。車掌の配置を廃止し、釜石線車掌乗務は盛岡運輸区担当となる。
- 2005年4月1日 - 小佐野駅・大槌駅業務委託化、鵜住居駅無人化。大槌管理駅は釜石管理駅に統合。
- 2010年12月3日 - 北上保線技術センター釜石派出設置に伴い釜石線営業所線路科廃止。
- 2016年3月26日 - 廃止。駅業務は釜石管理駅、遠野管理駅に、運転士は盛岡運輸区釜石派出に移管。